# Chiromantis nauli
Chiromantis nauli es una especie de anfibio anuro de la familia Rhacophoridae.

## Distribución geográfica
Esta especie es endémica de Sumatra en Indonesia. Se encuentra a 950 m sobre el nivel del mar. La Localidad tipo es "Teluk Nauli, Sibolga, Provincia de Sumatra Septentrional, Indonesia (1 ° 04 ′ 4.09 N 99 ° 02 2.15 E).

## Publicación original
- Riyanto & Kurniati, 2014 : Three new species of Chiromantis Peters 1854 (Anura: Rhacophoridae). Russian Journal of Herpetology, vol. 21, n.º 1, p. 65–73.[2]